# Aéroport international de Hohhot Baita
L'aéroport international de Hohhot Baita (code IATA : HET • code OACI : ZBHH) est un aéroport qui dessert la ville de Hohhot dans la province de Mongolie-Intérieure en Chine. Il a ouvert en 1958. En 2013, l'aéroport de Ningbo Lishe a vu transiter 6 150 282 passagers. l'aéroport international de Hohhot-Shengle en construction remplacera cet aéroport une fois terminé.

## Situation

### Carte des 50 premiers aéroports de Chine
| \| 500 km1:25 016 000 \| Baotou Canton Changchun Changsha Chengdu-CTU Chengdu-TFU Chongqing Dalian Fuzhou Guilin Guiyang Haikou Hailar Hangzhou Harbin Hefei Hohhot Jinan Jinghong Kunming Lanzhou Lhassa Lijiang Nanchang Nankin Nanning Ningbo Pékin · Capitale Pékin · Daxing Qingdao Quanzhou Sanya Shanghaï-Pudong Shanghaï-Hongqiao Shantou-Chaozhou-Jieyang Shenyang Shenzhen Shijiazhuang Taiyuan Tianjin Ürümqi Wenzhou Wuhan Suzhou Xiamen Xi'an Xining Yantai Yinchuan Zhengzhou Zhuhai-Jinwan |
| 500 km1:25 016 000 |

## Compagnies aériennes et destinations
| Compagnies                                         | Destinations |
| -------------------------------------------------- | --- |
| Aero Mongolia                                      | Oulan Bator-Buyant Ukhaa |
| Air China                                          | Pékin-Capitale, Canton-Baiyun, Hangzhou-Xiaoshan, Shanghai-Pudong, Tianjin Binhai En saison : Shanghai-Hongqiao |
| Air China opéré par Dalian Airlines                | Dalian-Zhoushuizi |
| Beijing Capital Airlines                           | Pékin-Capitale, Haikou, Hangzhou-Xiaoshan, Nanchang-Changbei, Wuhan, Xiamen-Gaoqi, Zhengzhou |
| China Eastern Airlines                             | Jining Da'an (en), Nankin, Ningbo, Shanghai-Hongqiao, Shanghai-Pudong, Shenzhen-Bao'an, Shijiazhuang, Taiyuan-Wusu, Tongliao (en), Wenzhou-Longwan, Wuhai (zh), Wuxi/Suzhou, Xi'an-Xianyang, Xilinhot (en), Yuncheng |
| China Eastern Airlines opéré par Shanghai Airlines | Hailar, Shanghai-Hongqiao" |
| China Express Airlines                             | Arxan (zh), Chongqing-Jiangbei, Dalian-Zhoushuizi, Hailar, Jiagedaqi, Manzhouli, Ordos Ejin Horo, Tongliao (en), Ulan hot, Xining-Caojiabao, Yulin (en) |
| China Southern Airlines                            | Changchun, Dalian-Zhoushuizi, Canton-Baiyun, Qingdao-Jiaodong, Sanya-Phénix, Shenyang, Shenzhen-Bao'an, Ürümqi-Diwopu, Xi'an-Xianyang, Yinchuan Hedong, Zhengzhou |
| China United Airlines                              | Pékin-Nanyuan |
| Donghai Airlines                                   | Hailar, Zhengzhou |
| EVA Air                                            | Taïwan-Taoyuan |
| GX Airlines                                        | Nanning, Zhengzhou |
| Hainan Airlines                                    | Pékin-Capitale, Changchun, Changsha, Haikou, Nanchang-Changbei, Sanya-Phénix, Shanghai-Pudong, Shenzhen-Bao'an, Ürümqi-Diwopu, Wuhan, Zhengzhou |
| Hebei Airlines                                     | Hailar, Manzhouli, Shijiazhuang |
| Juneyao Airlines                                   | Shanghai-Pudong |
| Lucky Air                                          | Kunming-Changshui, Taiyuan-Wusu |
| Okay Airways                                       | Bannière gauche d'Alxa-Bayanhot (en), Tianjin Binhai |
| Qingdao Airlines                                   | Hailar, Yantai |
| Ruili Airlines                                     | Kunming-Changshui, Taiyuan-Wusu, Shenyang |
| Shandong Airlines                                  | Jinan, Qingdao-Jiaodong, Tianjin Binhai, Xiamen-Gaoqi |
| Shenzhen Airlines                                  | Chengdu-Shuangliu, Canton-Baiyun, Hailar, Hangzhou-Xiaoshan, Nankin, Nanning, Shenyang, Shenzhen-Bao'an, Wuhan, Zhengzhou |
| Sichuan Airlines                                   | Chengdu-Shuangliu |
| Spring Airlines                                    | Bangkok-Suvarnabhumi, Shanghai-Pudong, Shijiazhuang, Taizhou (Jiangsu) (en) |
| Tianjin Airlines                                   | - Bayannur (zh), - Changsha, - Chifeng, - Chongqing-Jiangbei, - Dalian-Zhoushuizi, - Datong (en), - Guiyang, - Hailar, - Hangzhou-Xiaoshan, - Harbin Taiping, - Hefei, - Jinan, - Lanzhou, - Linfen (zh), - Lüliang (zh), - Nanchang-Changbei, - Nanning, - Ningbo, - Shenyang, - Shijiazhuang, - Taiyuan-Wusu, - Tianjin Binhai, - Ulan hot, - Wuhai (zh), - Xi'an-Xianyang, - Xilinhot (en), - Yantai, - Yinchuan Hedong, - Yulin (en), - Zhengzhou |
| Vietnam Airlines                                   | Charter : Cam Ranh |
| West Air                                           | Chongqing-Jiangbei, Harbin Taiping |
| XiamenAir                                          | Changsha, Fuzhou-Chánglè, Hailar, Hangzhou-Xiaoshan, Hefei, Nankin, Tianjin Binhai, Xiamen-Gaoqi |

Édité le 03/02/2018

### Cargo
| Compagnies            | Destinations               |
| --------------------- | -------------------------- |
| China Postal Airlines | Nankin, Zhengzhou, Taiyuan |

## voir aussi
- L'aéroport international de Hohhot-Shengle, en construction, qui remplacera l'aéroport actuel de Hohhot Baita.